# 余成林
余成林（1968年2月—），安徽省滁州市人，中华人民共和国政治人物。

## 生平
1968年2月，余成林出生在安徽省滁县专区（今滁州市）。1986年，余成林考入安徽大学法律系法律专业，1990年毕业后进入政界，成为滁县地区行署（滁州市）司法局办事员、科员。1993年11月起，余成林调入滁州市人大常委会法工委（后改为内务司法工委），先后出任秘书、副科级秘书、主任科员、副主任。
2006年5月，余成林调任中共定远县委常委、宣传部部长，2008年9月转任组织部部长，2010年7月出任副县长，2011年8月出任县委副书记，2012年1月兼任县政协主席。
2013年6月，余成林调任中共明光市委副书记、市政府副市长、代市长、党组书记，8月正式担任市长。
2018年3月，余成林调任中共滁州市琅琊区委书记，2022年1月兼任滁州市人民政府副市长。2024年5月29日，余成林兼任中共全椒县委书记，接替因排污问题全椒县引咎辞职的杨光。